# Лангенбах-Кирбург
Лангенбах-Кирбург (нем. Langenbach bei Kirburg) — община в Германии, в земле Рейнланд-Пфальц. 
Входит в состав района Вестервальд. Подчиняется управлению Бад Мариенберг (Вестервальд).  Население составляет 1029 человек (на 31 декабря 2010 года). Занимает площадь 5,51 км².